# Chascanopsetta kenyaensis
 Chascanopsetta kenyaensis és un peix teleosti de la família dels bòtids i de l'ordre dels pleuronectiformes.

## Hàbitat
Hom el troba fins als 350 m de fondària.

## Distribució geogràfica
Es troba a les costes de Kenya.